# Laguiole (Aveyron)
Laguiole (La Guiòla en occitano) es una localidad y comuna francesa situada en el departamento de Aveyron en la región de Mediodía-Pirineos. 
Laguiole, que se pronuncia layole, es célebre por ser un centro de elaboración de quesos de calidad y principalmente, por su tradicional industria de fabricación de cuchillos.

## Demografía
| 1 262 | 1 282 | 1 291 | 1 231 | 1 264 | 1 248 | 1 261 |
| Para los censos de 1962 a 1999 la población legal corresponde a la población sin duplicidades (Fuente: INSEE [Consultar]) |       |       |       |       |       |       |